# 拉斐尔·加拉尔达
拉斐尔·加拉尔达（西班牙語：Rafael Garralda，1956年1月21日—），西班牙男子曲棍球运动员。他曾代表西班牙国家队参加1980年夏季奥林匹克运动会曲棍球比赛，获得一枚银牌。